# Marcus & Martinus
Marcus & Martinus, znana tudi kot M&M (rojena kot Marcus in Martinus Gunnarsen), norveška glasbenika, *21. februar 2002.

## Zasebno življenje
Rodila sta se kot enojajčna dvojčka v Elverumu na Norveškem. Imata starejšo polsestro Silje Gunnarsen (*1992) in mlajšo sestro Emmo, ki se je rodila 17. junija 2008 in je prav tako glasbenica.

## Kariera
Leta 2012 sta bila tekmovalca v enajsti sezoni Melodi Grand Prix Junior. Na tekmovanju sta zmagali s pesmijo »To dråper vann« (slovensko: Dve kapljici vode). Dne 23. februarja 2015 sta izdala svoj debitantski studijski album »Hei«. Novembra 2016 sta izdala svoj prvi angleški album z naslovom »Together«. V tednu po izidu je album zasedel prvo mesto na Norveškem in Švedskem ter šesto mesto na Finskem.
Dne 13. maja 2017 sta Marcus in Martinus podelila točke norveške strokovne žirije na Pesmi Evrovizije 2017. 21. maja 2017 so skupaj z ameriškim raperjem Silentó izdali singel »Like It Like It«. Dne 14. julija istega leta sta nastopila na 40. rojstnem dnevu švedske prestolonaslednice Viktorije s svojo pesmijo »On This Day«, napisano posebej zanjo. 17. novembra sta izdali svoj tretji album »Moments«. Leta 2019 sta izdali EP z naslovom »Soon«. Spomladi 2022 sta zmagala na švedski različici oddaje Zvezde pod masko in si tako kot prvi duo razdelila prvo mesto.
Leta 2023 sta sodelovala našvedskem evrovizijskem nacionalnem izboru Melodifestivalen 2023 s pesmijo »Air«, kjer sta zasedla drugo mesto. Zmagala je Loreen s pesmijo »Tattoo«. Naslednje leto sta ponovno sodelovala na Melodifestivalu 2024 s pesmijo »Unforgettable«. Duo je 9. marca na tekmovanju zmagal in s tem sta pridobila pravico zastopati državo gostiteljico, Švedsko, na Pesmi Evrovizije 2024 v Malmöju. V finalu sta končala na 9. mestu s 174 točkami.

## Diskografija

### Studijski albumi
| Hei                                                                                 | - Objavljeno: 23. februarja 2015 - Založba: Sony Music - Format: digitani prenos, CD | 1  | —  | —   | —  | —  | — | —  | —  | 2  |
| Together                                                                            | - Objavljeno: 4. novembra 2016 - Založba: Sony Music - Format: digitani prenos, CD   | 1  | —  | —   | 11 | 6  | — | —  | 19 | 1  |
| Moments                                                                             | - Objavljeno: 17. novembra 2017 - Založba: Sony Music - Format: digitani prenos, CD  | 1  | 51 | 173 | 3  | 2  | — | 98 | 49 | 1  |
| Unforgettable                                                                       | - Objavljeno: 31. maja 2024 - Založba: Universal - Format: digitani prenos           | 38 | —  | 178 | —  | 44 | 8 | —  | —  | 39 |
| »—« označuje posnetek, ki se ni uvrstil na lestvico ali ni bil izdan na tem ozemlju |                                                                                      |    |    |     |    |    |   |    |    |    |

### EP
| Naslov | Podrobnosti                                                             |
| ------ | ----------------------------------------------------------------------- |
| Soon   | - Objavljeno: 10. junija 2019 - Založba: RCA - Format: digitalni prenos |

### Pesmi
| Leto                                                                               | Naslov                                 | Najvišja uvrstitev na lestvici | Najvišja uvrstitev na lestvici | Najvišja uvrstitev na lestvici | Najvišja uvrstitev na lestvici | Najvišja uvrstitev na lestvici | Najvišja uvrstitev na lestvici | Album             |
| Leto                                                                               | Naslov                                 | NOR                            | FIN                            | IRE                            | LTU                            | NLD                            | SWE                            | Album             |
| ---------------------------------------------------------------------------------- | -------------------------------------- | ------------------------------ | ------------------------------ | ------------------------------ | ------------------------------ | ------------------------------ | ------------------------------ | ----------------- |
| 2012                                                                               | »To dråper vann«                       | 8                              | —                              | —                              | —                              | —                              | —                              | Hei               |
| 2013                                                                               | »Leah«                                 | —                              | —                              | —                              | —                              | —                              | —                              | Hei               |
| 2014                                                                               | »Du«                                   | —                              | —                              | —                              | —                              | —                              | —                              | Hei               |
| 2014                                                                               | »Smil«                                 | —                              | —                              | —                              | —                              | —                              | —                              | Hei               |
| 2015                                                                               | »Plystre på deg«                       | —                              | —                              | —                              | —                              | —                              | —                              | Hei               |
| 2015                                                                               | »Elektrisk« (skupaj s Katastrofe)      | 3                              | —                              | —                              | —                              | —                              | 8                              | Hei (Fan Spesial) |
| 2015                                                                               | »Ei som deg« (skupaj z Innertier)      | 15                             | —                              | —                              | —                              | —                              | —                              | Hei (Fan Spesial) |
| 2015                                                                               | »Alt jeg ønsker meg«                   | —                              | —                              | —                              | —                              | —                              |                                | Hei (Fan Spesial) |
| 2016                                                                               | »Girls« (skupaj z Madcon)              | 1                              | —                              | —                              | —                              | —                              | 40                             | Together          |
| 2016                                                                               | »Heartbeat«                            | 21                             | —                              | —                              | —                              | —                              | 61                             | Together          |
| 2016                                                                               | »I Don't Wanna Fall in Love«           | 37                             | —                              | —                              | —                              | —                              | —                              | Together          |
| 2016                                                                               | »Light It Up« (skupaj s Samantha J)    | 9                              | —                              | —                              | —                              | —                              | 23                             | Together          |
| 2016                                                                               | »One More Second«                      | 30                             | —                              | —                              | —                              | —                              | 57                             | Together          |
| 2016                                                                               | »Go Where You Go«                      | —                              | —                              | —                              | —                              | —                              | —                              | Together          |
| 2016                                                                               | »Without You«                          | —                              | —                              | —                              | —                              | —                              | —                              | Together          |
| 2017                                                                               | »Bae«                                  | —                              | —                              | —                              | —                              | —                              | —                              | Together          |
| 2017                                                                               | »Like It Like It« (skupaj s Silentó)   | 16                             | —                              | —                              | —                              | —                              | 48                             | Moments           |
| 2017                                                                               | »First Kiss«                           | —                              | —                              | —                              | —                              | —                              | 52                             | Moments           |
| 2017                                                                               | »Dance with You«                       | 40                             | —                              | —                              | —                              | —                              | 48                             | Moments           |
| 2017                                                                               | »Make You Believe in Love«             | 34                             | —                              | —                              | —                              | —                              | 47                             | Moments           |
| 2017                                                                               | »One Flight Away«                      | —                              | —                              | —                              | —                              | —                              | 79                             | Moments           |
| 2017                                                                               | »Never« (skupaj z Omi)                 | —                              | —                              | —                              | —                              | —                              | —                              | Moments           |
| 2018                                                                               | »Remind Me«                            | —                              | —                              | —                              | —                              | —                              | 63                             | Moments           |
| 2018                                                                               | »Invited«                              | —                              | —                              | —                              | —                              | —                              | —                              | Soon              |
| 2019                                                                               | »Pocket Dial«                          | —                              | —                              | —                              | —                              | —                              | —                              | Soon              |
| 2020                                                                               | »Love You Less«                        | —                              | —                              | —                              | —                              | —                              | —                              |                   |
| 2020                                                                               | »It's Christmas Time«                  | —                              | —                              | —                              | —                              | —                              | —                              |                   |
| 2021                                                                               | »Belinda« (skupaj z Álex Rose)         | 20                             | —                              | —                              | —                              | —                              | —                              |                   |
| 2021                                                                               | »Feel« (skupaj z Bruno Martini)        | —                              | —                              | —                              | —                              | —                              | —                              |                   |
| 2022                                                                               | »When All the Lights Go Out«           | —                              | —                              | —                              | —                              | —                              | —                              | Unforgettable     |
| 2022                                                                               | »Wicked Game«                          | —                              | —                              | —                              | —                              | —                              | —                              | Unforgettable     |
| 2022                                                                               | »Gimme Your Love« (skupaj z Medun)     | —                              | —                              | —                              | —                              | —                              | —                              | Unforgettable     |
| 2023                                                                               | »Air«                                  | —                              | —                              | —                              | —                              | —                              | 4                              | Unforgettable     |
| 2023                                                                               | »247365«                               | —                              | —                              | —                              | —                              | —                              | —                              | Unforgettable     |
| 2023                                                                               | »Christmas to Me«                      | —                              | —                              | —                              | —                              | —                              | 54                             |                   |
| 2024                                                                               | »We Are Not the Same« (skupaj z bbno$) | —                              | —                              | —                              | —                              | —                              | —                              | Unforgettable     |
| 2024                                                                               | »Unforgettable«                        | 26                             | 19                             | 92                             | 10                             | 75                             | 1                              | Unforgettable     |
| »—« označuje singel, ki se ni uvrstil na lestvico ali ni bil izdan na tem ozemlju. |                                        |                                |                                |                                |                                |                                |                                |                   |